# Karin Franz Körlof
Karin Franz Körlof (født 18. april 1986 i Ytterby) er en svensk skuespiller, dramatiker og filminstruktør. Hun har optrådt i adskillige film og tv-produktioner og har blandt andet haft en hovedrolle i SVT-serien Blå ögon (2014) og spillet "Lydia" i Pernilla Augusts filmatisering af Hjalmar Söderbergs klassiker Den alvorsfulde leg. Hun har desuden skrevet og instrueret en del kortfilm, såsom Me and My Me & My (2012) og Merum Imperium (2013), som blandt andet fik tildelt flere priser på Sveriges Kortfilmfestival i 2014 .

## Biografi
Karin Franz Körlof er datter af Anders Körlof og Anica Fransén samt barnebarn af juristen Voldmar Körlof. Hun voksede op i området Ytterby i Kungälv og fik berøring med skuespillet, da hun som 14-årig blev tildelt én af hovedrollerne i anti-narkotikafilmen Brandstegen. I årene 2002–2005 gik hun på teater- og filmproduktionslinjen på Ale gymnasium. Hun fortsatte herefter sine studier og opnåede en bachelorgrad (HNC) i Skuespil og teater på Dundee and Angus College, The Space, i Skotland fra 2005–2007, hvor hun blandt andet medvirkede i klassikere som Shakespeares Som man behager ("Rosalind") og Oscar Wildes Importance of Being Ernest ("Lady Bracknell"). Hun optrådte også i kortfilmen Slutet af Patrick Bullet, indspillet i Göteborg. Fra 2009–2010 læste hun teatervidenskab på Stockholms universitet, efterfulgt af skuespilleruddannelsen på Stockholms dramatiska högskola fra 2012–2015.

### Teater
Karin Franz Körlof har medvirket i flere forskellige slags teaterproduktioner, for eksempel den engelsksprogede komedie, The Blue Koala, på Boulevardteatern (2008), improvisationsteater på TP-teatern, Den dramatiska kommitténs En plats för betraktande (Teaterfestivalen 5×Nytt, 2010), den omrejsende familieproduktion Trollsommar (2011), Skyddat bo på Teater Giljotin (2011) og dramatiseringen af Candide med Bombina Bombast på Södra teatern (2012).
I efteråret 2010 debuterede hun som dramatiker med dokumentarteater-produktionen Den metafysiska komedin på Kulturstudion i Stockholm. I efterårsperioden 2014 skrev- og spillede hun monologen Barbienazisten, blandt andet på Unga Klara, om kvinder i højreekstreme bevægelser. 

### Film og tv
Foruden hovedrollerne, har Körlof haft en del biroller i film og tv-serier. I 2013 medvirkede hun i Wallander som pigen "Alexia" og i 2018 som "Linda Laaksonen" i Greyzone. I drama-serien Familien Löwander (2017-2020) spillede hun restauranttjeneren "Lilly Lindström". 

## Filmografi (udvalg)
- 2023 - En dag kommer allt det här bli ditt – medvirkende
- 2021 - Drugdealer (tv-serie) – profil fra Skansen
- 2021 - Huss (tv-serie) – Katarina Huss
- 2020 - Måske gitt - Serien – Karin
- 2020 - 12:13 (tv-serie) – medvirkende
- 2020 - War in academia (kortfilm) – Lone
- 2019 - Kurs i självutplåning (tv-serie) - Nanna
- 2019 - Vi finns kvar (kortfilm) – skovråen
- 2018 - Greyzone (tv-serie) – Linda Laaksonen
- 2017-2020 - Familien Löwander (tv-serie) – Lilly Lindström
- 2017 - The Wife – Linnea
- 2017 - Trädgårdsgatan – Linda / Peters indboende kæreste
- 2016 - Juicebaren (tv-serie) – Fanni
- 2016 - Den alvorsfulde leg – Lydia Stille
- 2014-2015 - Blå ögon (tv-serie) – Sofia Nilsson
- 2013 - Mig ejer ingen – Maja (som 20-årig)
- 2013 - Wallander (tv-serie) – Alexia
- 2012 - Life (kortfilm) – gravid pige
- 2011 - Kronjuvelerne – pige ved kirken